# Brian Dzingai

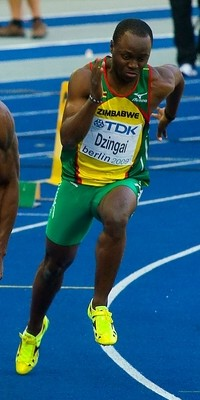
Brian Dzingai bei den Leichtathletik-Weltmeisterschaften 2009

Brian Dzingai (* 29. April 1981 in Harare) ist ein ehemaliger simbabwischer Sprinter, der sich auf den 200-Meter-Lauf spezialisiert hat.

## Ausbildung
Brian Dzingai besuchte bis zum Abschluss 1999 die St. Georges School in Harare. Während seiner Schulzeit erzielte er erste Erfolge als Leichtathlet. Danach ging er in die USA und studierte mit Hilfe eines Teilstipendiums an der Truman State University in Kirksville, Missouri, wo er 2001/2002 dem in der NCAA Division II antretenden Leichtathletikteam angehörte. 2003 wechselte er in das NCAA-Division-I-Team der Florida State University. An dieser Universität erlangte er 2005 Bachelor-Abschlüsse in Rechnungswesen und Finanzen sowie 2007 den Master of Business Administration.

## Sportliche Laufbahn
Dzingai wurde bei den Leichtathletik-Afrikameisterschaften 2006 in Bambous über 200 m Sechster. Im folgenden Jahr gewann er bei den Panafrikanischen Spielen in Algier mit der 4-mal-100-Meter-Staffel die Bronzemedaille. Bei den Leichtathletik-Weltmeisterschaften 2007 in Osaka erreichte Dzingai im 200-Meter-Lauf die Halbfinalrunde.
Sein bestes internationales Resultat erzielte er bei den Olympischen Spielen 2008 in Peking, wo er im 200-Meter-Lauf den vierten Platz belegte. Dzingai profitierte dabei allerdings von der Disqualifikation Churandy Martinas und Wallace Spearmons, die das Ziel zwar vor ihm erreicht, aber ihre Bahnmarkierungen unerlaubterweise überschritten hatten. Bei den Leichtathletik-Weltmeisterschaften 2009 in Berlin schied er bereits in der Vorrunde aus.
Brian Dzingai ist 1,67 m groß und hat ein Wettkampfgewicht von 67 kg. 

## Beruf
Seit Abschluss seiner sportlichen Karriere ist Dzingai im Bereich Finanzen und geistiges Eigentum tätig. Nach eigenen Angaben arbeitete er unter anderem für Deloitte (2008–2012) und AllianceBernstein (2015–2021). Er ist Mitbegründer der Unternehmen Mowdo (2014) und Athlete+ (2020). Er war Assistenztrainer für Leichtathletik am Illinois Institute of Technology (ab 2018).

## Bestleistungen
- 100 m: 10,19 s, 25. September 2008, Daegu
- 200 m: 20,12 s, 10. Juni 2004, Austin